# Бретвил ди Гран Ко
Бретвил ди Гран Ко (фр. Bretteville-du-Grand-Caux) насеље је и општина у северној Француској у региону Горња Нормандија, у департману Приморска Сена која припада префектури Авр.
По подацима из 2011. године у општини је живело 1280 становника, а густина насељености је износила 112,18 становника/km². Општина се простире на површини од 11,41 km². Налази се на средњој надморској висини од 106 метара (максималној 129 m, а минималној 88 m).

## Демографија
| 1962. | 1968. | 1975. | 1982. | 1990. | 1999. | 2011. |
| ----- | ----- | ----- | ----- | ----- | ----- | ----- |
| 752   | 871   | 774   | 874   | 1.006 | 1.134 | 1.280 |

График промене броја становника у току последњих година